# Thomas Churchill
Thomas Churchill (Ralph Thomas „Tom“ Churchill, Sr.; * 26. Februar 1908 in Blair, Oklahoma; † 28. April 1963 in Sacramento) war ein US-amerikanischer Zehnkämpfer.
Bei den Olympischen Spielen 1928 in Amsterdam wurde er mit seiner persönlichen Bestleistung von 7417,115 Punkten Fünfter.